# Mahamaibe
Mahamaibe est une commune rurale malgache située dans la région de Fitovinany.